# Szeląg Wielki
Der Szeląg Wielki (deutsch Großer Schillingsee) ist ein See in der Woiwodschaft Ermland-Masuren in Polen. Der Rinnensee liegt auf dem Gebiet der Gmina Ostróda und bildet deren nordöstliche Grenze. Er entstand durch Abtrennung des Szeląg Mały (Kleiner Schillingsee) vom Schillingsee durch einen Damm.
Durch die Schleusen des Oberländischen Kanals ist der Szeląg Wielki mit Elbląg (Elbing) am Frischen Haff verbunden. Der Aufstieg vom Drewenzsee (Jezioro Drwęckie) zum Szeląg Wielki erfolgt über den Pausensee mit Schleusen bei Osterode am Drewenzsee und bei Klein Reußen (Ruś Mała). Durch einen aus Klinkern gemauerten Schiffstunnel ist der Große mit dem Kleinen Schillingsee (Jezioro Szeląg Mały) verbunden, an dessen östlichem Punkt die Schiffbarkeit endet.
Am Ufer des langgestreckten Szeląg Wielki liegen die Orte Kątno (Tafelbude), Warlity Wielkie (Warglitten bei Osterode), Szeląg (Eckschilling) und Żurejny (Szioreinen, 1938 bis 1945 Schioreinen).

## Geschichte
Der Mitte des 19. Jahrhunderts angelegte Oberländische Kanal wurde u. a. zum Transport von Holz aus dem Oberland nach Elbing (Elbląg)  genutzt. Die heutige Abtrennung des Kleinen Schillingsees vom Großen Schillingsee entstand durch Aufschüttung eines Damms von der Gemarkung Hirschberg (Idzbark) nach Alt Jablonken (1938 bis 1945 Altfinken, polnisch Stare Jabłonki) für die Eisenbahnlinie Osterode–Allenstein. Heute verläuft auf diesem Damm auch die Schnellstraße S 16.